# Mucor oblongisporus
Mucor oblongisporus är en svampart som beskrevs av Naumov 1915. Mucor oblongisporus ingår i släktet Mucor och familjen Mucoraceae.   Inga underarter finns listade i Catalogue of Life.